# Batalla d'al-Shaddadah
La batalla d'al-Shaddadah va ser una batalla, que va durar tres dies, entre forces lleials al govern presidit per Baixar al-Àssad i el grup islamista Jabhat Fateh al-Sham a la ciutat d'al-Shaddadah, prop de la frontera amb l'Iraq.

## Els combats
El 12 de febrer, durant una gran ofensiva rebel contra al-Shaddadah, dos atacants suïcides van de Jabhat Fateh al-Sham van fer explotar dos cotxes bomba a la ciutat, les explosions tenien com a objectiu les forces de seguretat de la ciutat. Prop de 14 soldats van ser assassinats com a resultat de les explosions. Un militant del grup va ser abatut l'endemà per part de l'exèrcit.
El 13 de febrer es van reportar enfrontaments entre els rebels i les forces governamentals a la ciutat. En 48 hores els combatents del grup islamista van aconseguir conquerir prop del 60% de la ciutat. En un dels assalts desenes de treballadors quan els rebels van atacar zones residencials i una refineria de petroli. Fins aquest moment haurien mort 16 militants i un nombre indeterminat de soldats sirians. Circulaven informacions sobre possibles reforços que arribarien des de la ciutat d'al-Hasakah. Altrament no hi havia notícies de la presència d'altres grups rebels o de l'Exèrcit Lliure Siri.
El 14 de febrer el grup islamista afirmava haver conquerit la ciutat després de tres dies de combats amb les forces progovernamentals. Els combats van seguir a la rodalia de la ciutat en els punts de control que tenia l'exèrcit. L'Observatori Sirià per als Drets Humans (SOHR) afirmava que van morir 40 rebels, cinc d'ells estrangers (de Kuwait i Iraq), i més de cent membres de les forces de seguretat durant la batalla.
La nit del 15 de febrer les forces de seguretat sirianes van abatre un comandant del grup islamista en el seu pis franc a al-Shaddadah, en l'operació també van morir 9 membres de l'exèrcit sirià.
El 17 de febrer el SOHR va rebre imatges dels rebels executant 5 persones a la ciutat.